# Estrella preseqüència principal

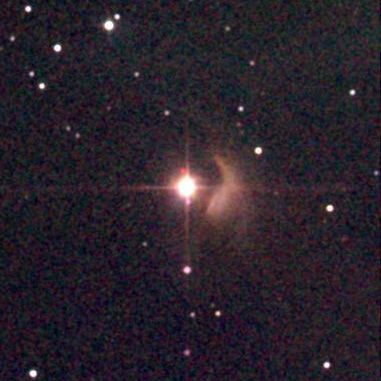
T Tauri, prototip de la classe homònima d'estrelles de pre-seqüència principal.

Una estrella preseqüència principal (estrella o objecte PMS - acrònim de l'anglès pre-main sequence) és la fase de la formació estel·lar compresa entre l'estadi protoestrella i la seqüència principal. Es divideix en variables Orió (amb masses compreses entre els 0,08 i 2 masses solars – M☉ –) i estrella Herbig Ae/Be (2-8 M☉). No existeixen estrelles PMS més massives de 8 M☉, perquè quan les masses molt elevades entren en joc l'embrió estel·lar arriba de manera arriba molt ràpidament a les condicions necessàries per a l'activació de la fusió d'hidrogen donant lloc al començament de la seqüència principal 

## Evolució

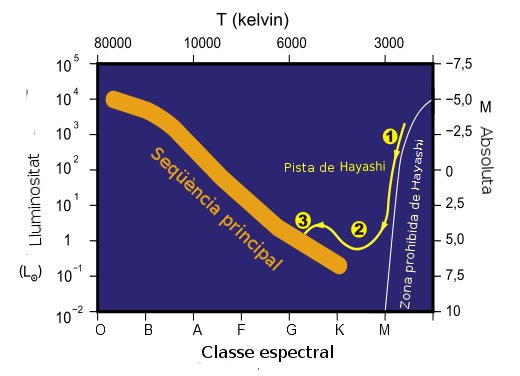
La pista de Hayashi d'una estrella similar al Sol.
1. Col·lapse de la protoestrella: interior totalment convectiu.
2. Crescuda de la temperatura efectiva: La iniciació de les primeres reaccions, primer esbós del nucli radiatiu (entra a la pista Henyey).
3. Iniciació de la fusió d'hidrogen: nucli totalment radiatiu (entra a la ZAMS).

L'astre es considera una protoestrella durant el temps en què la matèria que l'envolta precipita en el centre de condensació; quan es tanca el procés d'acreció i els gasos circumdants es dispersen, l'astre es considera una estrella preseqüència principal. L'energia emesa per aquests objectes no es deu a la fusió de l'hidrogen en el nucli estel·lar, sinó al col·lapse gravitatori.
L'estrella PMS segueix un trajecte característic al diagrama H-R, conegut com a pista de Hayashi, durant el qual continua contraient-se. La contracció prossegueix fins a l'assoliment del límit de Hayashi, a continuació prossegueix a temperatura costant en un temps de Kelvin-Helmholtz superior al temps d'acreció; després les estrelles amb menys de 0,5 massa solar assoleixen la seqüència principal. Les estrelles més massives, a la fi de la pista de Hayashi, pateixen un lent col·lapse en una condició propera a l'equilibri hidroestàtic, seguint en aquest punt un camí en el diagrama H-R anomenat pista de Henyey.

## Característiques
Les estrelles PMS es poden distingir de les estrelles de la seqüència principal a través de l'anàlisi dels espectres estel·lars, que permeten mesurar la correlació entre la gravetat i la temperatura: una estrella de la preseqüència principal presenta una relació ràdi-massa major respecte a la d'una estrella de seqüència principal, signe del seu menor volum.
Les estrelles PMS són visibles en l'espectre òptic quan ultrapassen la línia de naixement estel·lar, situada a la dreta de la seqüència principal al diagramma HR. Aquest estadi evolutiu equival a menys de l'1% de la vida de l'estrella (la seqüència principal correspon a prop del 80%).
Aquestes estrelles tenen excés d'emissió en el rang de l'infraroig, signe de la presència a l'òrbita d'un disc d'acreció constituït per gas i pols, probable seu de formació planetària.

## Classes

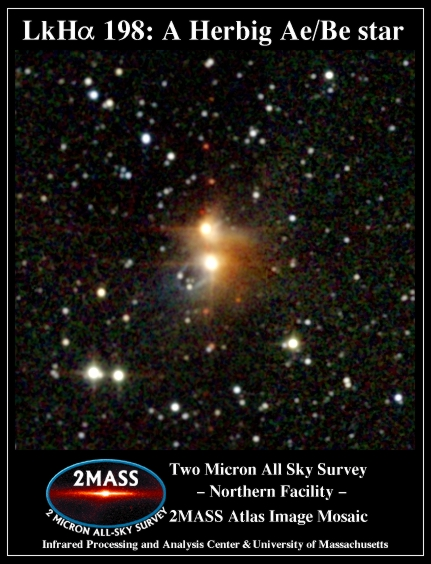
La regió fosca del LDN 1265 (vdB 1) al complex de Cassiopea, il·luminada en petits puntets per la llum d'algunes estrelles veïnes; es troba l'estrella Herbig Ae/Be V633 Cassiopeiae. 2MASS

En la categoria d'estrelles preseqüència principal trobem l'estrella Herbig Ae/Be i la variable Orió. Les variables Orió se sudivideixen al seu torn en estrella T Tauri, estrelles EX Lupi (EXors) i estrelles FU Orionis (FUors); aquestes darreres dues classes són considerades com una tipologia particular de T Tauri.
Les estrelles Herbig Ae/Be, pertanyen a les classes A i B i constitueixen els representants més massius de les estrelles de la seqüència principal. Es caracteritzen per l'espectre en el que domina les línies d'emissió de l'hidrogen no (sèries de Balmer) i del calci; aquestes emissions no provenen directament de l'estrella, sinó del material que s'hi ajunta al seu voltant. No obstant això, difereixen de manera substancial de les estrelles Be, les seves anàlogues en la seqüència principal; en el cas de les estrelles Be, tenen un disc de material originat a les parts externes de les mateixes estrelles, mentre que en les estrelles Herbig Ae/Be es deu a la intervenció del disc residual del procés d'acreció.
Les estrelles T Tauri són similars al Sol en massa i temperatura, però són algunes vegades més grans en termes de diàmetre i, degut al radi, més lluminoses. Es caracteritzen per l'alta velocitat de rotació, típica de les estrelles joves, i posseeixen els camps magnètics extremament intensos, que atrauen el gas veí xuclant-lo al llarg de la línies de camp, provocant erupcions massives i extensió de les tasques solars a la fotosfera, aixió com l'alimentació de raigs bipolars. Les estrelles T Tauri tenen també emissions de raigs X i ràdio intenses i variables, prop de 1000 vegades superior a la del Sol i moltes tenen vents solats extremadament potents. Un índex de la joventud de les estrelles T Tauri és l'alta quantitat de liti respecte de les estrelles de la seqüència principal; aquest element és de fet destruït a les altes temperatures dels nuclis de les estrelles de la seqüència principal, mentre que resisteix a les temperatures notablement més baixes dels nuclis de les estrelles T Tauri.
Entre les estrelles T Tauri també trobem les estrelles FU Orionis, de classe F o G, i les estrelles EX Lupi, de classe K o M. Les dues classes estel·lars es caracteritzen pels canvis sobtats i notables de la lluminositat i del tipues espectral.